# Landensberg
Landensberg è un comune tedesco di 689 abitanti, situato nel land della Baviera.